# Municipio 1 Tarboro
El municipio 1 Tarboro (en inglés: Township 1, Tarboro) es un municipio ubicado en el  condado de Edgecombe en el estado estadounidense de Carolina del Norte. En el año 2010 tenía una población de 15.189 habitantes.

## Geografía
El municipio 1 Tarboro se encuentra ubicado en las coordenadas 35°53′53.17″N 77°32′33.78″O / 35.8981028, -77.5427167.